# FC Aberdeen
Der FC Aberdeen (offiziell: Aberdeen Football Club) – auch bekannt als The Dons – ist ein schottischer Fußballverein aus der im Nordosten des Landes gelegenen Stadt Aberdeen. Der Verein spielt in der Scottish Premiership und ist einer der beliebtesten und erfolgreichsten schottischen Fußballvereine. Die erfolgreichste Zeit des Vereins waren die 1980er Jahre unter Trainer Sir Alex Ferguson, wobei der Gewinn des Europapokals der Pokalsieger im Jahre 1983 nach einem Endspielsieg gegen Real Madrid den bisher größten Vereinserfolg kennzeichnet.
Aberdeen trägt seine Heimspiele im 20.961 Zuschauer fassenden Pittodrie Stadium aus, das als erstes Stadion in Großbritannien sowohl über eine komplette Überdachung der Ränge verfügte als auch vollständig mit Sitzplätzen ausgestattet wurde.

## Geschichte

### Ursprung des Vereins
Der FC Aberdeen entstand aus einer Verschmelzung der drei Vereine Aberdeen, Victoria United und Orion, wobei die Wurzeln von „Aberdeen“ bis ins Jahr 1881 zurück reichen. Nach einer öffentlichen Versammlung mit über 1.600 Bürgern wurde am 20. März 1903 der Weg für die Vereinigung freigemacht, was zur offiziellen Gründung des Aberdeen Football Club am 14. April im gleichen Jahr führte.
Durch diese Fusion konnte sich der neue Verein, der zunächst komplett in weißen Farben zu seinen Spielen antrat, nun damit beschäftigen, der Scottish Football League beizutreten. Da Aberdeen jedoch knapp die Zulassung zur Teilnahme an der Scottish First Division verpasste, absolvierte der Verein seine erste offizielle Saison in der Northern League.
Nur ein Jahr später schloss sich Aberdeen dann in der Spielzeit 1904/05 der zweitklassigen Scottish Second Division an und wechselte zu dieser Gelegenheit seine Trikotfarben in Schwarz-Gold, was ihnen den Spitznamen „Die Wespen“ (The Wasps) einbrachte. Obwohl der Klub zum Abschluss der Saison nur den siebten Platz belegte, durfte er nach nur einem Jahr direkt in die höhere First Division aufsteigen. Seitdem ist der FC Aberdeen ununterbrochen in der höchsten schottischen Spielklasse und stieg nie aus dieser ab, was sonst nur noch Celtic Glasgow gelang.
In die Anfangszeit fiel dabei 1923 ein spektakulärer 13:0-Sieg gegen den FC Peterhead. Acht Jahre später erschütterte den Verein ein Wettskandal (bekannt als Great Mystery), in dessen Folge fünf Spieler ausgeschlossen wurden.

### Vormachtstellung in Schottland
Der FC Aberdeen, der ab 1939 rote Trikots verwendete und nach 1965 komplett in roter Spielkluft antreten sollte, etablierte sich fortan beständig zu einem der leistungsstärksten Vereine im schottischen Fußball, konnte jedoch lange Zeit – abgesehen von sechs so genannten Wartime titles während des Zweiten Weltkrieges – keinen wichtigen Titel gewinnen. Dies änderte sich erst 1947, als der Verein nach einem 2:1-Endspielsieg gegen Hibernian Edinburgh erstmals den schottischen Pokal erringen konnte. Spätestens aber mit dem Gewinn der Meisterschaft in der Saison 1954/55 wurde der FC Aberdeen zu einem ernsthaften Konkurrenten für die beiden dominierenden Vereine aus Glasgow.
Im Sommer 1967 absolvierte der FC Aberdeen als Teilnehmer der neu gegründeten United Soccer Association eine Spielzeit in Nordamerika. Diese Liga lud zwölf Vereine aus Europa und Südamerika dazu ein, in US-amerikanischen und kanadischen Städten zu spielen. Dazu erhielten die Klubs neue Bezeichnungen. Der FC Aberdeen, der unter dem Namen Washington Whips antrat, gewann dabei zunächst die Ostmeisterschaft und unterlag dann im Finale den Los Angeles Wolves nach Verlängerung mit 5:6, wobei sich hinter dem Sieger der Western Division der englische Verein Wolverhampton Wanderers verbarg. In der anschließenden Saison fusionierte diese Liga mit der ebenfalls 1967 gestarteten National Professional Soccer League und bildete fortan die North American Soccer League (NASL).
In den frühen 1970er Jahren konnte der FC Aberdeen erneut Erfolge verzeichnen, als der Klub zunächst 1970 ein weiteres Mal den schottischen Pokal und zudem in den anschließenden Spielzeiten zweifach die Vizemeisterschaft gewinnen konnte. Trotz herausragender Spieler zu dieser Zeit wie Joe Harper, Martin Buchan und Zoltán Varga konnte der Verein das Niveau jedoch vorerst nicht halten.
Die 1980er Jahre sollten dann aber die bis heute beste Zeit in der Vereinsgeschichte bringen, als der FC Aberdeen eine vormals nicht für möglich gehaltene Erfolgsserie feierte. Neben der schon legendären Konkurrenz zwischen Celtic und den Rangers – Old Firm genannt – begründete Aberdeen mit Dundee United fortan das New Firm und forderte damit die traditionelle Dominanz aus Glasgow ernsthaft heraus, wobei Aberdeen die ungleich erfolgreichere Mannschaft in der New Firm darstellte. Höhepunkt dieser Entwicklung war der Gewinn des Europapokals der Pokalsieger im Jahre 1983; damals wurde im Viertelfinale auch der klare Favorit FC Bayern München ausgeschaltet (0:0/3:2). Nachdem 1984 die schottische Meisterschaft gefeiert werden konnte, unterlag der Verein im Europapokal der Landesmeister 1984/1985 dem DDR-Meister und heutigen Regionalligisten BFC Dynamo in der ersten Runde nach Elfmeterschießen. 1985 konnte die schottische Meisterschaft gleichwohl verteidigt werden.

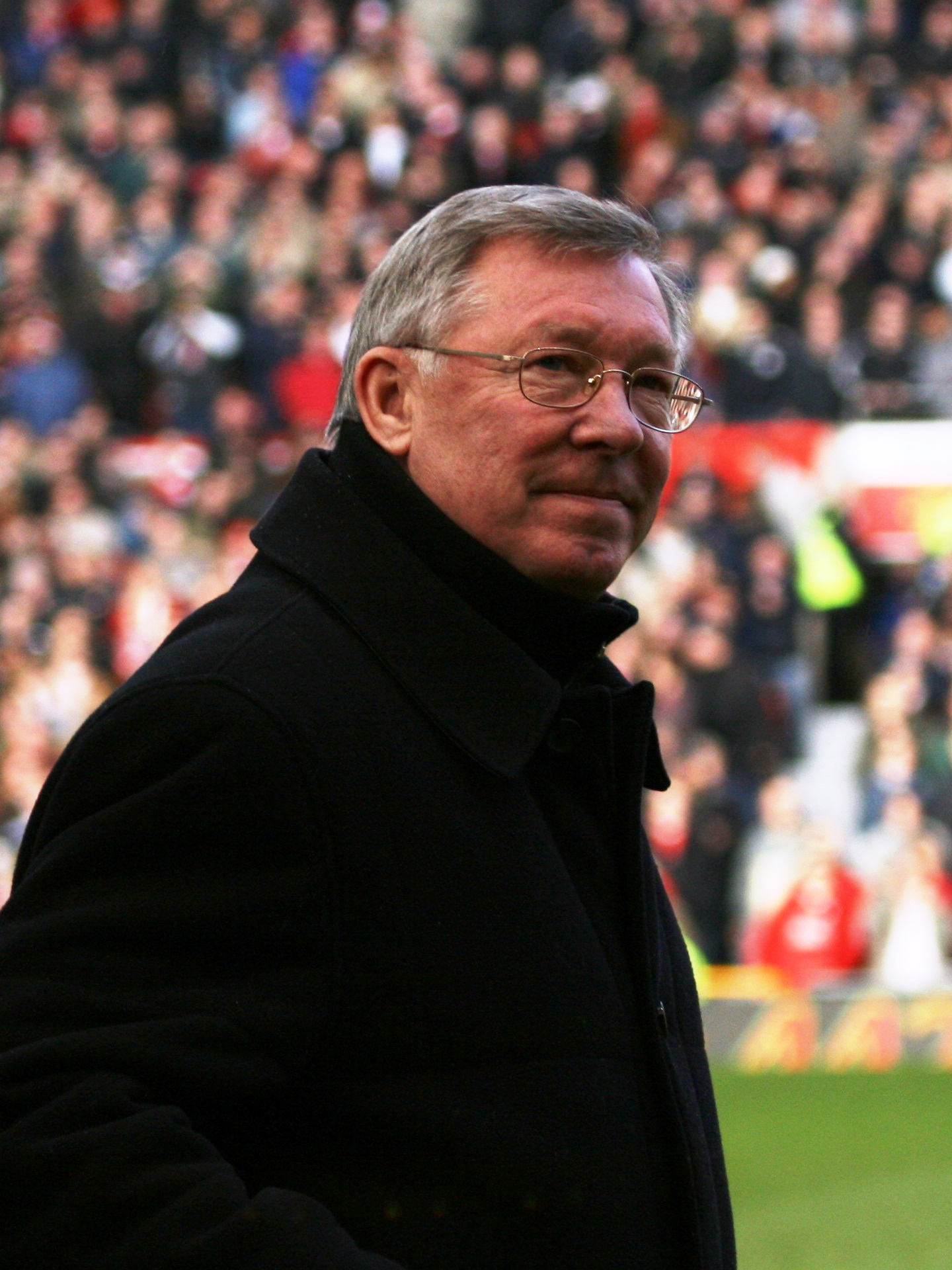
Alex Ferguson (2006)

Ausgangspunkt für diesen Erfolg war 1978 die Ankunft des neuen Trainers Alex Ferguson. Nach dem Gewinn von drei Meisterschaften, vier schottischen FA Cups, drei schottischen Ligapokalen sowie dem bereits angesprochenen europäischen Pokalsiegerwettbewerb – dem anschließend sogar noch der UEFA Super Cup nach einem Sieg gegen den Hamburger SV folgte – wurde Ferguson zu einer Legende im Nordosten Schottlands. Zu den erfolgreichen Spielern, die im schwedischen Göteborg zum bis heute letzten Male einen Europapokal nach Schottland holen konnten, gehörten unter anderem Willie Miller, Alex McLeish und Gordon Strachan.
Als Ferguson im November 1986 zu Manchester United wechselte, wurde das Präsidium mit der schwierigen Aufgabe betraut, einen Nachfolger zu finden. Die Entscheidung fiel auf den nur wenig bekannten Ian Porterfield, dessen Trainerägide dann auch nur bis Mai 1988 andauerte und von Enttäuschungen geprägt war.

### 90 Minuten vom Meistertitel entfernt
Das Trainergespann aus Alex Smith und Jocky Scott löste Porterfield ab und konnte mit dem doppelten Pokalerfolg (FA Cup und Ligapokal) im Jahre 1990 an vergangene Erfolge anknüpfen. In der Saison 1990/91 befand sich der FC Aberdeen nach einer Serie von zwölf Siegen in dreizehn Spielen mit der besseren Tordifferenz gegenüber den Glasgow Rangers an der Tabellenspitze und musste am letzten Spieltag gegen ebendiesen Gegner auswärts im Ibrox Park antreten. Zwei Tore von Mark Hateley und eine taktische Änderung durch Jocky Scott – die letztlich dazu führte, dass er den Verein verließ – sorgten dann dafür, dass die Rangers das Spiel gewannen und mit dieser erneuten Meisterschaft die ununterbrochene Serie von neun Titeln zwischen 1989 und 1997 ebneten.

### Der Niedergang des Vereins
Alex Smith konnte als alleiniger Verantwortlicher der Mannschaft keine neuen Impulse mehr geben und wurde 1992 entlassen. Ihm folgte mit Willie Miller einer der legendären Spieler aus der 1980er-Mannschaft, der aber in dem Traineramt die Erwartungen auch nicht erfüllen konnte. Danach kam (und ging) eine große Anzahl von neuen sportlichen Leitern.
In der zweiten Hälfte der 1990er Jahre verschlechterten sich die sportlichen Perspektiven zunehmend und der Verein war gegenüber der deutlichen Dominanz der Rangers und Celtic nicht mehr konkurrenzfähig. In mehreren Spielzeiten musste der FC Aberdeen gar um den Verbleib in der Scottish Premier League fürchten und konnte diesen einmal gegenüber einem Gewinner der mittlerweile zweitklassigen First Division nur sicherstellen, da dieser die wirtschaftlichen und sicherheitstechnischen Voraussetzungen im Stadion für den Erstligafußball nicht erfüllte.
Ein Kuriosum ereignete sich zudem im schottischen Pokalfinale 2000, das der FC Aberdeen verlor und sinnbildlich für diese unruhige Zeit steht. Als sich der Stammtorhüter Jim Leighton verletzte, stellte der exzentrische dänische Trainer Ebbe Skovdahl anstelle eines Ersatztorwarts den Stürmer Robbie Winters zwischen die Pfosten.
Nach einer Phase, in der der Verein über seine finanziellen Verhältnisse hinaus versuchte, mit den Rangers und Celtic mitzuhalten, bemühte sich der FC Aberdeen anschließend wieder, innerhalb der zur Verfügung stehenden Mittel zu wirtschaften.

### Gegenwart
Der bis 2009 beim FC Aberdeen aktive Trainer Jimmy Calderwood führte den Verein nach einer sportlichen Konsolidierung ab der Jahrtausendwende wieder komfortabler in den Mittelfeldbereich der Liga und schöpfte dabei neue Erwartungen an die Fortführung vergangener Erfolge. In seiner ersten Spielzeit 2004/05 gelang es dem FC Aberdeen sich erstmals nach drei Jahren wieder unter die besten sechs Mannschaften zu positionieren und beendete die Saison auf einem überraschend guten vierten Platz. Die Qualifikation an einem europäischen Vereinswettbewerb wurde nur knapp verpasst. Zu diesem Zeitpunkt kehrte auch Willie Miller als Sportdirektor nach Aberdeen zurück.
Auch in der Saison 2005/06 konnte Calderwood mit einer „Qualität vor Quantität“-Strategie seine Aufbauarbeit fortführen, wodurch auch englische Vereine in der zweitklassigen Football League Championship und der drittklassigen Football League One auf ihn aufmerksam wurden. In einer Scottish Premier League, die in jüngster Zukunft starken neuen Einflüssen ausgesetzt ist (wie beispielsweise jüngst an dem Engagement des litauischen Geschäftsmannes Roman Romanow bei Heart of Midlothian erkennbar), erhielt auch Calderwood die Zusage des Präsidiums, künftig erweiterte Investitionen tätigen zu dürfen. Dabei sollte sowohl in dem neuen Umfeld die Konkurrenzfähigkeit erhalten bleiben als auch die Qualifikation für einen europäischen Wettbewerb in naher Zukunft wieder möglich gemacht werden. Diese neue Politik trug schnell Früchte und der FC Aberdeen konnte sich in der Saison 2006/07, trotz des frühen Ausscheidens in den beiden heimischen Pokalwettbewerben, in der Meisterschaft hinter den beiden großen Vereinen aus Glasgow den dritten Platz erspielen und so die Qualifikation für den UEFA-Pokal sicherstellen.
In der Saison 2007/08 erreichte der Verein nach holpriger erster Saisonhälfte und einer Niederlagenserie im Winter letztlich dennoch den vierten Platz, lehnte die mögliche UI-Cup-Teilnahme aber ab. Höhepunkte waren das 4:0 über den FC Kopenhagen im UEFA-Pokal und das 2:2 gegen den FC Bayern München.
In der Saison 2008/09 schließlich erreichte man durch einen Sieg am letzten Spieltag den vierten Rang und die damit verbundene Qualifikation für die neu geschaffene Europa League, wobei man gegenüber Dundee United nur aufgrund des besseren Torverhältnisses die Oberhand behielt.
Dennoch musste nur zwei Stunden nach dem Abpfiff des 2:1-Sieges über Hibernian Jimmy Calderwood den Hut nehmen, seine Assistenten Jimmy Nichol und Sandy Clark verließen den Club ebenfalls. Am 12. Juni 2009 wurde die frühere Spielerlegende Mark McGhee neuer Trainer des Aberdeen FC. Er kam zusammen mit dem Co-Trainer Scott Leitch vom FC Motherwell.
Doch unter Mark McGhee beendeten die Dons eine enttäuschende Saison auf dem neunten Platz. Auch in allen Pokalwettbewerben schied man früh aus. McGhee hielt sich vorerst im Amt, da er Zeit für eine Umformung der Mannschaft erhalten sollte.
Im Dezember 2010 übernahm Craig Brown, vormals Trainer des FC Motherwell, die Mannschaft mit seinem Co-Trainer Archie Knox. In der Saison 2013/14 konnte das Team wieder einen nationalen Titel erringen und gewann nach 18 Jahren wieder den Ligapokal gegen Inverness.

## Kader der Saison 2025/26
Stand: 19. August 2025
| Nr. |                    | Position | Name                 |
| --- | ------------------ | -------- | -------------------- |
| 1   | Bulgarien          | TW       | Dimitar Mitow        |
| 2   | Schottland         | AB       | Nicky Devlin         |
| 4   | Schottland         | AB       | Graeme Shinnie       |
| 5   | Niederlande        | AB       | Mats Knoester        |
| 6   | Norwegen           | MF       | Sivert Heltne Nilsen |
| 7   | Frankreich         | MF       | Adil Aouchiche       |
| 8   | Vereinigte Staaten | MF       | Dante Polvara        |
| 9   | Australien         | ST       | Kusini Yengi         |
| 10  | England            | MF       | Leighton Clarkson    |
| 11  | Australien         | ST       | Nicolas Milanovic    |
| 13  | Australien         | TW       | Nicholas Suman       |
| 18  | Kroatien           | MF       | Ante Palaversa       |
| 19  | Slowenien          | ST       | Ester Sokler         |
| 20  | England            | ST       | Shayden Morris       |
| 21  | Irland             | AB       | Gavin Molloy         |

| Nr. |             | Position | Name                    |
| --- | ----------- | -------- | ----------------------- |
| 22  | Schottland  | AB       | Jack Milne              |
| 23  | Schottland  | MF       | Ryan Duncan             |
| 24  | Lettland    | AB       | Kristers Tobers         |
| 26  | England     | AB       | Alfie Dorrington        |
| 28  | Danemark    | AB       | Alexander Jensen        |
| 29  | Island      | MF       | Kjartan Már Kjartansson |
| 30  | Schottland  | MF       | Fletcher Boyd           |
| 32  | Nigeria     | ST       | Peter Ambrose           |
| 33  | Montenegro  | AB       | Slobodan Rubežić        |
| 38  | Schottland  | MF       | Dylan Lobban            |
| 41  | Lettland    | TW       | Rodrigo Vitols          |
| 77  | Deutschland | AB       | Emmanuel Gyamfi         |
| 81  | Finnland    | MF       | Topi Keskinen           |
|     | Schweden    | MF       | Kenan Bilalović         |
|     | Serbien     | ST       | Marko Lazetić           |

### Verliehene Spieler
| Nr. |             | Position | Name             |
| --- | ----------- | -------- | ---------------- |
| 17  | Niederlande | MF       | Vicente Besuijen |

| Nr. |            | Position | Name          |
| --- | ---------- | -------- | ------------- |
| 36  | Schottland | ST       | Alfie Bavidge |

## Statistik

### Erfolge
- Schottische Fußballmeisterschaft
  - Meister: 1955, 1980, 1984, 1985
  - Vize-Meister: 1911, 1937, 1956, 1971, 1972, 1978, 1981, 1982, 1989, 1990, 1991, 1993, 1994, 2015, 2016, 2017, 2018
  - Dritter: 1930, 1936, 1939, 1947, 1977, 1983, 1996, 2007, 2014, 2023
- Schottischer Fußballpokal
  - Sieger: 1947, 1970, 1982, 1983, 1984, 1986, 1990, 2025
  - Finalist: 1937, 1953, 1954, 1959, 1967, 1978, 1993, 2000, 2017
- Schottischer Ligapokal
  - Sieger: 1956, 1977, 1986, 1990, 1996, 2014
  - Finalist: 1947, 1979, 1980, 1988, 1989, 1993, 2000, 2017, 2019
- Drybrough Cup
  - Sieger: 1971, 1980
- Europapokal der Landesmeister
  - Viertelfinale: 1986
- Europapokal der Pokalsieger
  - Sieger: 1983
  - Halbfinale: 1984
- UEFA-Pokal / UEFA Europa League
  - Achtelfinale: 1982 (hier offiziell 3. Runde)
- UEFA Europa Conference League
  - Gruppenphase: 2023
- UEFA Super Cup
  - Sieger: 1983

### Spieler
- Alex Jackson (1923–1924)
- Matt Armstrong (1931–1945)
- Fred Martin (1946–1960)
- Graham Leggat (1953–1958)
- Charlie Cooke (1960–1964)
- Jens Petersen (1964–1970)
- Bobby Clark (1965–1982)
- Martin Buchan (1966–1972)
- Joe Harper (1969–1972, 1976–1981)
- Willie Miller (1972–1990)
- Alex McLeish (1976–1994)
- Stuart Kennedy (1976–1983)
- Steve Archibald (1977–1980)
- Gordon Strachan (1977–1984)
- Jim Leighton (1977–1988, 1997–2000)
- Mark McGhee (1978–1984)
- Billy Stark (1983–1987)
- Stewart McKimmie (1983–1997)
- Jim Bett (1985–1994)
- Eoin Jess (1987–1996)
- Charlie Nicholas (1988–1990)
- Scott Booth (1988–1997, 2003–2004)
- Theo Snelders (1988–1995)
- Hans Gillhaus (1989–1993)
- Billy Dodds (1989–1993)
- Mixu Paatelainen (1992–1994)
- Arild Stavrum (1999–2001)
- Roberto Bisconti (2001–2002)
- Andrew Considine (2004–2022)
- Jamie Langfield (2005–2015)
- Charlie Mulgrew (2008–2010)
- Ryan Jack (2010–2017)
- Niall McGinn (2012–2017, 2018–2022)

### Trainer
- 1903–1924: Jimmy Philip
- 1924–1937: Paddy Travers
- 1937–1955: Dave Halliday
- 1955–1959: Davie Shaw
- 1959–1965: Tommy Pearson
- 1965–1971: Eddie Turnbull
- 1971–1975: Jimmy Bonthrone
- 1975–1977: Ally MacLeod
- 1977–1978: Billy McNeill
- 1978–1986: Alex Ferguson
- 1986–1988: Ian Porterfield
- 1988–1992: Alex Smith
- 1992–1995: Willie Miller
- 1995–1997: Roy Aitken
- 1997–1998: Alex Miller
- 1999–2002: Ebbe Skovdahl
- 2002–2004: Steve Paterson
- 2004–2009: Jimmy Calderwood
- 2009–2010: Mark McGhee
- 2010–2013: Craig Brown
- 2013–2021: Derek McInnes
- 2021–2022: Stephen Glass
- 2022–2023: Jim Goodwin
- 2023–2024: Barry Robson
- 2024: Neil Warnock
- seit 2024: Jimmy Thelin

### Europapokalbilanz
| Saison  | Wettbewerb                    | Runde                  | Gegner                   | Gesamt          | Hin       | Rück          |
| ------- | ----------------------------- | ---------------------- | ------------------------ | --------------- | --------- | ------------- |
| 1967/68 | Europapokal der Pokalsieger   | 1. Runde               | KR Reykjavík             | 14:10           | 10:0 (H)  | 4:1 (A)       |
| 1967/68 | Europapokal der Pokalsieger   | 2. Runde               | Standard Lüttich         | 2:3             | 0:3 (A)   | 2:0 (H)       |
| 1968/69 | Messestädte-Pokal             | 1. Runde               | Slawia Sofia             | 2:0             | 0:0 (A)   | 2:0 (H)       |
| 1968/69 | Messestädte-Pokal             | 2. Runde               | Spanien                  | 2:4             | 2:1 (H)   | 0:3 (A)       |
| 1970/71 | Europapokal der Pokalsieger   | 1. Runde               | Honvéd Budapest          | 4:4 (4:5 i. E.) | 3:1 (H)   | 1:3 n. V. (A) |
| 1971/72 | UEFA-Pokal                    | 1. Runde               | Celta Vigo               | 3:0             | 2:0 (A)   | 1:0 (H)       |
| 1971/72 | UEFA-Pokal                    | 2. Runde               | Juventus Turin           | 1:3             | 0:2 (A)   | 1:1 (H)       |
| 1972/73 | UEFA-Pokal                    | 1. Runde               | Borussia Mönchengladbach | 5:9             | 2:3 (H)   | 3:6 (A)       |
| 1973/74 | UEFA-Pokal                    | 1. Runde               | Finn Harps               | 7:2             | 4:1 (H)   | 3:1 (A)       |
| 1973/74 | UEFA-Pokal                    | 2. Runde               | Tottenham Hotspur        | 2:5             | 1:1 (H)   | 1:4 (A)       |
| 1977/78 | UEFA-Pokal                    | 1. Runde               | RWD Molenbeek            | 1:2             | 0:0 (A)   | 1:2 (H)       |
| 1978/79 | Europapokal der Pokalsieger   | 1. Runde               | Marek Dupniza            | 5:3             | 2:3 (A)   | 3:0 (H)       |
| 1978/79 | Europapokal der Pokalsieger   | 2. Runde               | Fortuna Düsseldorf       | 2:3             | 0:3 (A)   | 2:0 (H)       |
| 1979/80 | UEFA-Pokal                    | 1. Runde               | Eintracht Frankfurt      | 1:2             | 1:1 (H)   | 0:1 (A)       |
| 1980/81 | Europapokal der Landesmeister | 1. Runde               | FK Austria Wien          | 1:0             | 1:0 (H)   | 0:0 (A)       |
| 1980/81 | Europapokal der Landesmeister | 2. Runde               | FC Liverpool             | 0:5             | 0:1 (H)   | 0:4 (A)       |
| 1981/82 | UEFA-Pokal                    | 1. Runde               | Ipswich Town             | 4:2             | 1:1 (A)   | 3:1 (H)       |
| 1981/82 | UEFA-Pokal                    | 2. Runde               | FC Argeș Pitești         | 5:2             | 3:0 (H)   | 2:2 (A)       |
| 1981/82 | UEFA-Pokal                    | 3. Runde               | Hamburger SV             | 4:5             | 3:2 (H)   | 1:3 (A)       |
| 1982/83 | Europapokal der Pokalsieger   | Vorrunde               | FC Sion                  | 11:10           | 7:0 (H)   | 4:1 (A)       |
| 1982/83 | Europapokal der Pokalsieger   | 1. Runde               | KS Dinamo Tirana         | 1:0             | 1:0 (H)   | 0:0 (A)       |
| 1982/83 | Europapokal der Pokalsieger   | 2. Runde               | Lech Posen               | 3:0             | 2:0 (H)   | 1:0 (A)       |
| 1982/83 | Europapokal der Pokalsieger   | Viertelfinale          | FC Bayern München        | 3:2             | 0:0 (A)   | 3:2 (H)       |
| 1982/83 | Europapokal der Pokalsieger   | Halbfinale             | Waterschei SV Thor       | 5:2             | 5:1 (H)   | 0:1 (A)       |
| 1982/83 | Europapokal der Pokalsieger   | Finale                 | Real Madrid              | 2:1             | 2:1 n. V. | 2:1 n. V.     |
| 1983/84 | Europapokal der Pokalsieger   | 1. Runde               | ÍA Akranes               | 3:2             | 2:1 (A)   | 1:1 (H)       |
| 1983/84 | Europapokal der Pokalsieger   | 2. Runde               | KSK Beveren              | 4:1             | 0:0 (A)   | 4:1 (H)       |
| 1983/84 | Europapokal der Pokalsieger   | Viertelfinale          | Újpest Budapest          | 3:2             | 0:2 (A)   | 3:0 (H)       |
| 1983/84 | Europapokal der Pokalsieger   | Halbfinale             | FC Porto                 | 0:2             | 0:1 (A)   | 0:1 (H)       |
| 1984/85 | Europapokal der Landesmeister | 1. Runde               | BFC Dynamo               | 3:3 (4:5 i. E.) | 2:1 (H)   | 1:2 n. V. (A) |
| 1985/86 | Europapokal der Landesmeister | 1. Runde               | ÍA Akranes               | 7:2             | 3:1 (A)   | 4:1 (H)       |
| 1985/86 | Europapokal der Landesmeister | 2. Runde               | Servette Genf            | 1:0             | 0:0 (A)   | 1:0 (H)       |
| 1985/86 | Europapokal der Landesmeister | Viertelfinale          | IFK Göteborg             | (a)2:2(a)       | 2:2 (H)   | 0:0 (A)       |
| 1986/87 | Europapokal der Pokalsieger   | 1. Runde               | FC Sion                  | 2:4             | 2:1 (H)   | 0:3 (A)       |
| 1987/88 | UEFA-Pokal                    | 1. Runde               | Bohemians Dublin         | 1:0             | 0:0 (A)   | 1:0 (H)       |
| 1987/88 | UEFA-Pokal                    | 2. Runde               | Feyenoord Rotterdam      | (a)2:2(a)       | 2:1 (H)   | 0:1 (A)       |
| 1988/89 | UEFA-Pokal                    | 1. Runde               | Dynamo Dresden           | 0:2             | 0:0 (H)   | 0:2 (A)       |
| 1989/90 | UEFA-Pokal                    | 1. Runde               | SK Rapid Wien            | (a)2:2(a)       | 2:1 (H)   | 0:1 (A)       |
| 1990/91 | Europapokal der Pokalsieger   | 1. Runde               | Nea Salamis Famagusta    | 5:0             | 2:0 (A)   | 3:0 (H)       |
| 1990/91 | Europapokal der Pokalsieger   | 2. Runde               | Legia Warschau           | 0:1             | 0:0 (H)   | 0:1 (A)       |
| 1991/92 | UEFA-Pokal                    | 1. Runde               | Boldklubben 1903         | 0:3             | 0:1 (H)   | 0:2 (A)       |
| 1993/94 | Europapokal der Pokalsieger   | 1. Runde               | Valur Reykjavík          | 7:0             | 3:0 (A)   | 4:0 (H)       |
| 1993/94 | Europapokal der Pokalsieger   | 2. Runde               | Torino Calcio            | 3:5             | 2:3 (A)   | 1:2 (H)       |
| 1994/95 | UEFA-Pokal                    | Vorrunde               | Skonto Riga              | (a)1:1(a)       | 0:0 (A)   | 1:1 (H)       |
| 1996/97 | UEFA-Pokal                    | Qualifikation          | FK Žalgiris Vilnius      | 5:4             | 4:1 (A)   | 1:3 (H)       |
| 1996/97 | UEFA-Pokal                    | 1. Runde               | Barry Town United        | 6:4             | 3:1 (H)   | 3:3 (A)       |
| 1996/97 | UEFA-Pokal                    | 2. Runde               | Brøndby IF               | 0:2             | 0:2 (H)   | 0:0 (A)       |
| 2000/01 | UEFA-Pokal                    | Qualifikation          | Bohemians Dublin         | (a)2:2(a)       | 1:2 (H)   | 1:0 (A)       |
| 2002/03 | UEFA-Pokal                    | Qualifikation          | FC Nistru Otaci          | 1:0             | 1:0 (H)   | 0:0 (A)       |
| 2002/03 | UEFA-Pokal                    | 1. Runde               | Hertha BSC               | 0:1             | 0:0 (H)   | 0:1 (A)       |
| 2007/08 | UEFA-Pokal                    | 1. Runde               | FK Dnipro                | (a)1:1(a)       | 0:0 (H)   | 1:1 (A)       |
| 2007/08 | UEFA-Pokal                    | Gruppenphase           | Panathinaikos Athen      | 0:3             | 0:3 (A)   | 0:3 (A)       |
| 2007/08 | UEFA-Pokal                    | Gruppenphase           | Lokomotive Moskau        | 1:1             | 1:1 (H)   | 1:1 (H)       |
| 2007/08 | UEFA-Pokal                    | Gruppenphase           | Atlético Madrid          | 0:2             | 0:2 (A)   | 0:2 (A)       |
| 2007/08 | UEFA-Pokal                    | Gruppenphase           | FC Kopenhagen            | 4:0             | 4:0 (H)   | 4:0 (H)       |
| 2007/08 | UEFA-Pokal                    | Sechzehntelfinale      | FC Bayern München        | 3:7             | 2:2 (H)   | 1:5 (A)       |
| 2009/10 | UEFA Europa League            | 3. Qualifikationsrunde | SK Sigma Olmütz          | 1:8             | 1:5 (H)   | 0:3 (A)       |
| 2014/15 | UEFA Europa League            | 1. Qualifikationsrunde | FK Daugava Riga          | 8:0             | 5:0 (H)   | 3:0 (A)       |
| 2014/15 | UEFA Europa League            | 2. Qualifikationsrunde | FC Groningen             | 2:1             | 0:0 (H)   | 2:1 (A)       |
| 2014/15 | UEFA Europa League            | 3. Qualifikationsrunde | Real Sociedad            | 2:5             | 0:2 (A)   | 2:3 (H)       |
| 2015/16 | UEFA Europa League            | 1. Qualifikationsrunde | KF Shkëndija             | (a)1:1(a)       | 1:1 (A)   | 0:0 (H)       |
| 2015/16 | UEFA Europa League            | 2. Qualifikationsrunde | HNK Rijeka               | 5:2             | 3:0 (A)   | 2:2 (H)       |
| 2015/16 | UEFA Europa League            | 3. Qualifikationsrunde | FK Qairat Almaty         | 2:3             | 1:2 (A)   | 1:1 (H)       |
| 2016/17 | UEFA Europa League            | 1. Qualifikationsrunde | CS Fola Esch             | 3:2             | 3:1 (H)   | 0:1 (A)       |
| 2016/17 | UEFA Europa League            | 2. Qualifikationsrunde | FK Ventspils             | 4:0             | 3:0 (H)   | 1:0 (A)       |
| 2016/17 | UEFA Europa League            | 3. Qualifikationsrunde | NK Maribor               | 1:2             | 1:1 (H)   | 0:1 (A)       |
| 2017/18 | UEFA Europa League            | 2. Qualifikationsrunde | NK Široki Brijeg         | 3:1             | 1:1 (H)   | 2:0 (A)       |
| 2017/18 | UEFA Europa League            | 3. Qualifikationsrunde | Apollon Limassol         | 2:3             | 2:1 (H)   | 0:2 (A)       |
| 2018/19 | UEFA Europa League            | 2. Qualifikationsrunde | FC Burnley               | 2:4             | 1:1 (H)   | 1:3 n. V. (A) |
| 2019/20 | UEFA Europa League            | 1. Qualifikationsrunde | Rovaniemi PS             | 4:2             | 2:1 (H)   | 2:1 (A)       |
| 2019/20 | UEFA Europa League            | 2. Qualifikationsrunde | Tschichura Satschchere   | 6:0             | 1:1 (A)   | 5:0 (H)       |
| 2019/20 | UEFA Europa League            | 3. Qualifikationsrunde | HNK Rijeka               | 0:4             | 0:2 (A)   | 0:2 (H)       |
| 2020/21 | UEFA Europa League            | 1. Qualifikationsrunde | NSÍ Runavík              | 6:0             | 6:0 (H)   | 6:0 (H)       |
| 2020/21 | UEFA Europa League            | 2. Qualifikationsrunde | Viking Stavanger         | 2:0             | 2:0 (A)   | 2:0 (A)       |
| 2020/21 | UEFA Europa League            | 3. Qualifikationsrunde | Sporting Lissabon        | 0:1             | 0:1 (A)   | 0:1 (A)       |
| 2021/22 | UEFA Europa Conference League | 2. Qualifikationsrunde | BK Häcken                | 5:3             | 5:1 (H)   | 0:2 (A)       |
| 2021/22 | UEFA Europa Conference League | 3. Qualifikationsrunde | Breiðablik Kópavogur     | 5:3             | 3:2 (A)   | 2:1 (H)       |
| 2021/22 | UEFA Europa Conference League | Play-offs              | Qarabağ Ağdam            | 1:4             | 0:1 (A)   | 1:3 (H)       |
| 2023/24 | UEFA Europa League            | Play-offs              | BK Häcken                | 3:5             | 2:2 (A)   | 1:3 (H)       |
| 2023/24 | UEFA Europa Conference League | Gruppenphase           | Eintracht Frankfurt      | 3:2             | 1:2 (A)   | 2:0 (H)       |
| 2023/24 | UEFA Europa Conference League | Gruppenphase           | HJK Helsinki             | 3:3             | 1:1 (H)   | 2:2 (A)       |
| 2023/24 | UEFA Europa Conference League | Gruppenphase           | PAOK Thessaloniki        | 4:5             | 2:3 (H)   | 2:2 (A)       |

Legende: (H) – Heimspiel, (A) – Auswärtsspiel, (N) – neutraler Platz, (a) – Auswärtstorregel, (i. E.) – im Elfmeterschießen, (n. V.) – nach Verlängerung
| Wettbewerb                      | Spiele | S  | U  | N  | T+  | T-  |
| ------------------------------- | ------ | -- | -- | -- | --- | --- |
| Europapokal der Landesmeister   | 12     | 5  | 4  | 3  | 14  | 12  |
| Europapokal der Pokalsieger     | 39     | 22 | 5  | 12 | 79  | 37  |
| UEFA-Pokal / UEFA Europa League | 87     | 28 | 28 | 31 | 117 | 111 |
| UEFA Conference League          | 12     | 4  | 3  | 5  | 21  | 20  |
| Messestädte-Pokal               | 4      | 2  | 1  | 1  | 4   | 4   |
| Gesamt                          | 154    | 61 | 41 | 52 | 235 | 184 |

Stand: 14. Dezember 2023